# Sant Francesc de Vilafranca de Conflent
Sant Francesc de Vilafranca de Conflent fou la capella del convent dels franciscans de la vila de Vilafranca de Conflent, a la comarca del Conflent, de la Catalunya del Nord.
Era situada a l'oest de la vila, en el lloc on en l'actualitat es troba l'escola maternal i primària de la vila.

## Història
L'orde dels franciscans arribà a Vilafranca de Conflent l'any 1279, gràcies a una butlla papal de Nicolau III, i s'instal·là extramurs de la vila, a l'esquerra de la Tet, justament en el lloc on són avui dia les escoles de la vila. Es van iniciar les obres del convent i de l'església el 1279-1280, gràcies a l'aportació econòmica de les principals famílies vilafranquines d'aquella època: els Pinós de Mataplana, els Perellós, els Perapertusa, els Oms i els de Llar, principalment. Possiblement per això aquesta església va esdevenir aviat el lloc on s'enterraren els membres de la noblesa local.

## El convent i l'església
Amb la construcció del ferrocarril, l'any 1900 es pogueren treure a la llum les restes d'aquest conjunt, enderrocat per Vauban el 1674, els enderrocs del qual anaren a reblir les noves muralles de la vila. L'arqueòleg L. de Noell fou qui dirigí les operacions i en publicà els resultats. L'església conventual, gòtica o de transició del romànic al gòtic, era d'una sola nau, coberta amb volta i dividida en cinc trams per arcs torals. Era coberta amb voltes de creueria. Al costat meridional, tocant al claustre, hi havia tantes capelles laterals com trams de la nau. Tenia una porta a migdia i una altra a ponent, totes dues decorades amb escultures. El claustre feia 23,30 x 3,25 metres a cadascuna de les quatre galeries, el refectori feia vers 16 x 8 metres, i el dormitori tenia una llargària de 40 metres, comunicat amb l'església i el campanar per una escala. El cor de l'església, situat al costat de ponent, contenia vint-i-quatre càtedres i posseïa dos grans finestrals per a la seva il·luminació.
El 1680, desallotjats del vell convent enderrocat, els franciscans es traslladaren a l'interior de la vila, on encara romanen algunes restes del seu segon convent, en el carrer de Sant Jaume. També es coneix una estada, tal vegada provisional, a l'Antic Hospital de Vilafranca de Conflent.